# Das Leben Jesu (Strauß)
Das Leben Jesu kritisch bearbeitet (Tubinga 1835-1836; tr. it., La vita di Gesù o Esame critico della sua storia, Milano 1863-1865) è un'analisi esegetica dei quattro Vangeli canonici in due volumi scritta da David Friedrich Strauß (1808-1874). Il primo volume fu pubblicato da Osiander a Tubinga nel 1835 e fu subito al centro di aspri dibattiti non solo in ambiti specialistici ma anche presso il grande pubblico.
La teoria alla base dell'opera di Strauß è che vada considerato mitico tutto ciò che riveste carattere miracoloso o contrario alle leggi d'evoluzione storica; parimenti mitici sono i fatti presentati come rispondenti ad anteriori concetti religiosi; risentono pure del mito i passi poetici e quelli oratori di notevole ampiezza, come anche la narrazione che mostra divergenze da altre di eguale argomento. Applicando queste norme ad altre secondarie, è chiaro che poco o nulla si salva dei Vangeli come documenti storici della biografia di Gesù. Il Gesù dei Vangeli non è il Gesù storico ma un Cristo ideale, designato dalla memoria collettiva che la prima generazione cristiana aveva del Gesù storico.

## Accoglienza
L'opera incontrò un grande successo e, allo stesso tempo, durissime critiche: il filosofo tedesco Adam Karl August von Eschenmayer definì l'opera di Strauss "Iscariotismo del nostro tempo", mentre Anthony Ashley-Cooper, VII conte di Shaftesbury lo condannò come "il libro più pestilenziale mai vomitato dalle fauci dell'Inferno". Quando Strauß divenne professore di teologia all'Università di Zurigo, tale nomina provocò proteste di tale violenza che le autorità decisero di pensionarlo prima che lui potesse esercitare le sue funzioni e effigi raffiguranti Strauß furono bruciate per le strade di Zurigo durante la festa di martedì grasso. Strauß donò la sua pensione, 1000 franchi svizzeri, ai poveri.
Nel campo opposto, l'opera esercitò una grande influenza sulla Sinistra hegeliana ed è ancor oggi considerato un classico della critica della religione. Allo stesso tempo ha dato inizio a una nuova fase della ricerca del Gesù storico. Nella sua Storia della ricerca sulla vita di Gesù Albert Schweitzer afferma: «Come opera letteraria la prima vita di Gesù di Strauß appartiene alle opere più perfette che la letteratura scientifica universale conosca. Si tratta di oltre millequattrocento pagine e nessuna frase è di troppo.»
Convenzionalmente si è soliti datare l'inizio della Scuola di Tubinga con la pubblicazione della Vita di Gesù di Strauß (1835).

## Traduzione italiana
- David Friedrich Strauss, La vita di Gesù o esame critico della sua storia, La Vita Felice, 2014, ISBN 9788877995391.